# خوزه چاموت
خوزه چاموت (اسپانیایی: José Chamot‎؛ زادهٔ ۱۷ مهٔ ۱۹۶۹) یک بازیکن فوتبال بازنشسته اهل آرژانتین است که در حال حاضر به عنوان کمک مربی در ریور پلاته فعالیت می‌کند.

## باشگاهی
از باشگاه‌هایی که در آن بازی کرده‌است می‌توان به لاتزیو، روساریو، آ. ث میلان و اتلتیکو مادرید اشاره کرد.

## تیم ملی
چاموت در تیم ملی فوتبال آرژانتین بازی کرده و در جام‌های جهانی ۱۹۹۴، ۱۹۹۸ و ۲۰۰۲ به میدان رفته‌است. همچنین وی به عنوان یکی از سه بازیکن بالای ۲۳ سال عضو تیم المپیک آرژانتین بود که مدال نقره فوتبال در بازی‌های المپیک تابستانی ۱۹۹۶ را بدست آوردند.